# بويردة السلامات (ويس)
بویردة السلامات (بالفارسية: بویرده سلامات) هي منطقة سكنية تقع في إيران في قسم ويس الريفي. يقدر عدد سكانها بـ 182 نسمة بحسب إحصاء 2016.